# Route nationale 78 (France)
Pour les articles homonymes, voir Route nationale 78.

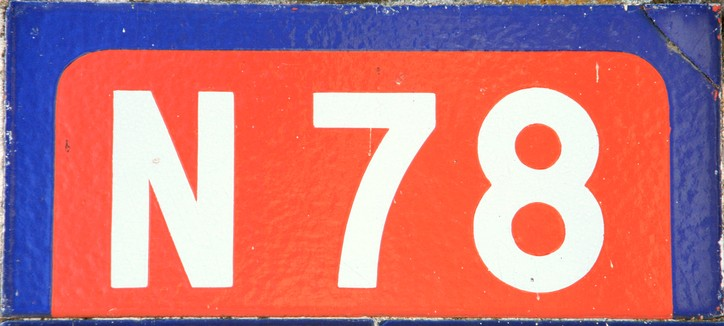

La route nationale 78, ou RN 78, est une ancienne route nationale française qui reliait Nevers à Saint-Laurent-en-Grandvaux, via Autun, Chalon-sur-Saône et Lons-le-Saunier.

Depuis la réforme de 2006, elle est déclassée en route départementale sur l'intégralité de son parcours.

## Histoire
La RN 78, créée en 1824, relie alors Nevers à Saint-Laurent-en-Grandvaux par Lons-le-Saunier.

Son tracé originel perdure jusqu'à la réforme de 1972, avec laquelle elle est déclassée en route départementale entre Nevers et Louhans : elle devient la RD 978 entre Nevers et Autun ainsi qu'entre Les Renaudiots et Louhans, la portion située entre Autun et Les Renaudiots étant alors cédée à la RN 80.

À cette époque, un nouveau tracé est créé entre Saint-Marcel et Louhans, formé à partir des anciennes RN 396, RN 477 et RD 178. La RN 78 devient alors la route de Chalon-sur-Saône à Saint-Laurent-en-Grandvaux, via Lons-le-Saunier.

L'ensemble du tracé est finalement déclassé par la réforme de 2005. 

### Déclassements
La RN 78 est aujourd'hui intégralement déclassée en route départementale. Elle est devenue :
- RD 978 de Nevers à Autun ;
- RD 680 d'Autun aux Renaudiots ;
- RD 978 des Renaudiots à Louhans (tracé d'origine) ;
- RD 678 de Chalon-sur-Saône à Saint-Laurent-en-Grandvaux (nouveau tracé).

## Parcours

### De Chalon-sur-Saône à Louhans (nouveau tracé)
Le nouveau tracé traverse les communes de :
- Chalon-sur-Saône
- Oslon
- L'Abergement-Sainte-Colombe
- Lessard-en-Bresse
- Thurey
- Simard
- Louhans

### De Nevers à Saint-Laurent-en-Grandvaux (tracé d'origine)

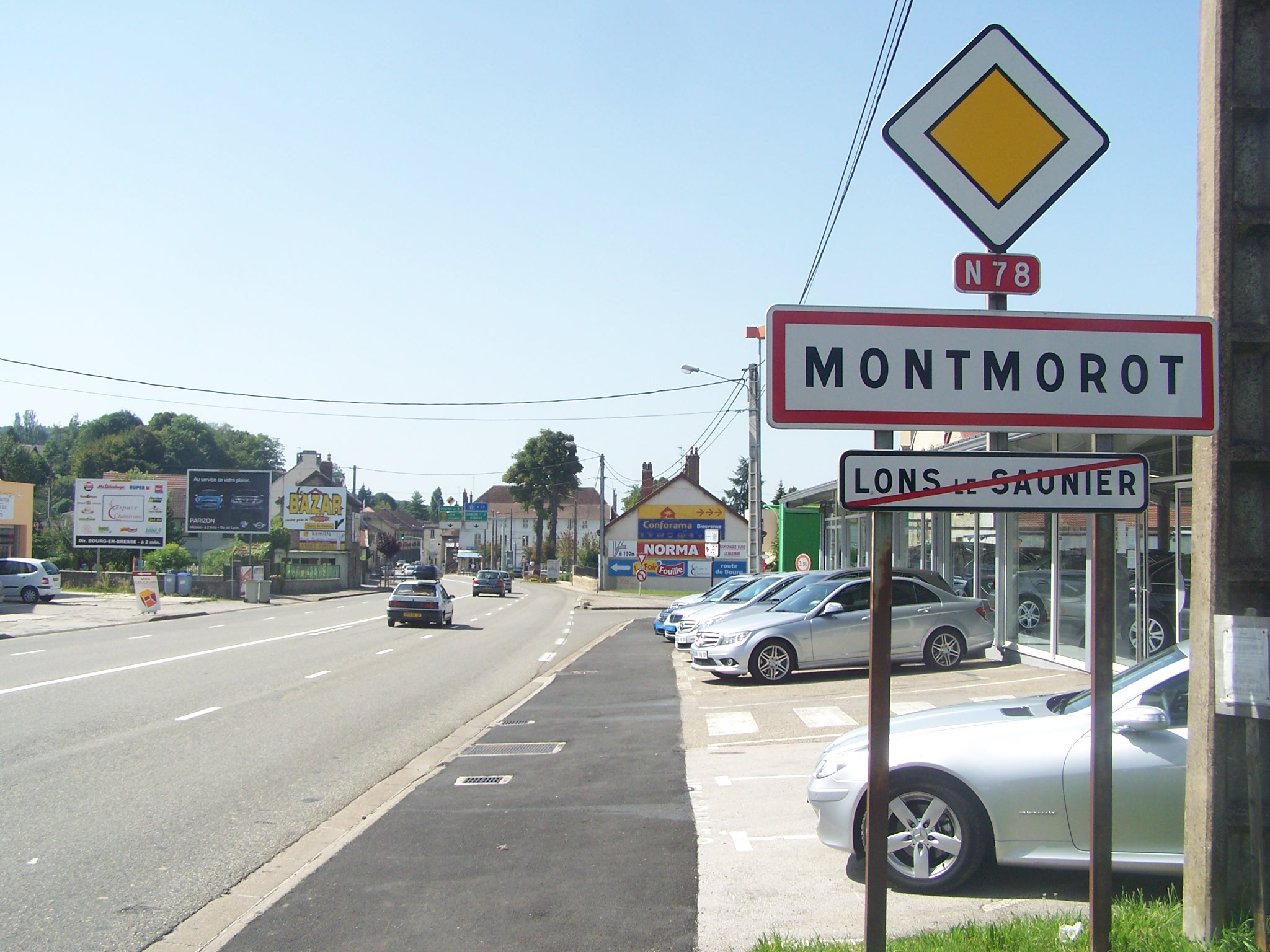
La N78 entrant à Montmorot en quittant Lons-le-Saunier.

Le tracé originel traverse les communes de :
- Nevers
- Saint-Benin-d'Azy
- Billy-Chevannes
- Rouy
- Châtillon-en-Bazois
- Tamnay-en-Bazois
- Dommartin
- Château-Chinon
- Arleuf
- La Celle-en-Morvan
- Autun
- Les Renaudiots (commune d'Autun)
- Auxy
- Saint-Émiland
- Couches
- Saint-Léger-sur-Dheune
- Charrecey
- Mercurey
- Châtenoy-le-Royal
- Chalon-sur-Saône
- Saint-Marcel
- Épervans
- Ouroux-sur-Saône
- Saint-Germain-du-Plain
- Saint-Étienne-en-Bresse
- Montret
- Branges
- Louhans
- Ratte
- Beaurepaire-en-Bresse
- Montmorot
- Lons-le-Saunier
- Perrigny
- Conliège
- Revigny
- Nogna
- Mesnois
- Pont-de-Poitte
- Patornay
- Clairvaux-les-Lacs
- Cogna
- Col de Crillat
- Bonlieu
- La Chaux-du-Dombief
- Saint-Laurent-en-Grandvaux